# Riding High (1943)
Riding High (Brasil: Sultana de Sorte / Portugal: A Sultana de Sorte) é um filme estadunidense de 1943, do gênero comédia musical, dirigido por George Marshall e estrelado por Dorothy Lamour e Dick Powell. Assim como outros musicais da época, Riding High existe muito mais para que os astros cantem algumas canções do que pela história em si. Baseada na peça Ready Money, de 1914, a produção resultou modesta, apesar das cores do Technicolor e do brilho dos principais nomes do elenco.
O filme recebeu uma indicação para o Oscar, na categoria Gravação de Som.

## Sinopse
Ann Castle é uma dançarina do teatro de variedades que vai para o Velho Oeste tentar manter em funcionamento a mina de prata de seu pai, que fica no deserto do Arizona. Ela se emprega em um hotel fazenda e recebe ajuda do engenheiro de minas Steve Baird, com quem desenvolve relações além do meramente comerciais, e do falsário Mortimer J. Slocum. 

## Elenco
| Ator/Atriz     | Personagem         |
| -------------- | ------------------ |
| Dorothy Lamour | Ann Castle         |
| Dick Powell    | Steve Baird        |
| Victor Moore   | Mortimer J. Slocum |
| Gil Lamb       | Bob 'Foggy' Day    |
| Cass Daley     | Tess Connors       |
| Bill Goodwin   | Chuck Steuart      |
| Rod Cameron    | Sam Welch          |
| Glenn Langan   | Jack Holbrook      |

## Principais premiações
| Prêmio | Categoria              | Situação |
| ------ | ---------------------- | -------- |
| Oscar  | Melhor Gravação de Som | Indicado |